# Романов, Георгий Константинович
Георгий Константинович Романов (23 апреля [6 мая] 1903, Санкт-Петербург — 7 ноября 1938, Нью-Йорк) — русский князь императорской крови, сын великого князя Константина Константиновича и великой княгини Елизаветы Маврикиевны, правнук императора Николая I.

## Биография
Георгий родился в Петербурге 23 апреля 1903 года и был последним из шести сыновей в семье великого князя. В детстве жил в Мраморном дворце в Санкт-Петербурге и в Павловске, доставшемся по наследству его деду, великому князю Константину Николаевичу. В детские годы был членом Царскосельского скаутского отряда. После революции 1917 года вместе с сестрой Верой и матерью уехал в Швецию на пароходе, а трое его старших братьев были арестованы и убиты большевиками. Через некоторое время Георгий переехал в Брюссель, затем в Швейцарию, Великобританию и США.
Женат не был, детей не оставил. Скончался после неудачной операции аппендицита 7 ноября 1938 в Нью-Йорке. Похоронен на кладбище Успенского женского Новодивеевского монастыря в Нануэте, Нью-Йорк.